# Laihajärvi (sjö i Puumala, Södra Savolax)
Laihajärvi är en sjö i kommunen Puumala i landskapet Södra Savolax i Finland. Sjön ligger 97,5 meter över havet. Arean är 50 hektar och strandlinjen är 6,35 kilometer lång. Sjön  ingår i Vuoksens huvudavrinningsområde.   Den ligger omkring 81 kilometer öster om S:t Michel och omkring 260 kilometer nordöst om Helsingfors. 